# Austria (motorfiets, Wenen)
Austria is een Oostenrijks-Hongaars historisch merk van clip-on motoren en motorfietsen.
De bedrijfsnaam was: Austria Motorenwerke, Josef Mezera, Wien.
Austria was opgericht door Josefs vader Ignatz Mezera. In 1903 ging het bedrijf clip-on motoren voor fietsen produceren en niet veel later volgden ook complete 0,8pk-motorfietsjes. De productie van motorfietsen eindigde in 1907. Mogelijk produceerde het bedrijf daarna nog autocycles.